# The Ex-Beauty Queen's Got a Gun
The Ex-Beauty Queen's Got a Gun è un singolo della cantante e attrice statunitense Julie Brown edito nel 2008. Originariamente il singolo venne pubblicato in formato digitale, ma venne poi incluso nell'album studio Smell the Glamour.

## Significato
La canzone è un "sequel" di un'altra precedente canzone di Julie Brown del 1983, con alcuni riferimenti a Sarah Palin e John McCain durante le elezioni presidenziali statunitensi del 2008.

## Tracce
1. The Ex-Beauty Queen's Got a Gun – 4:49

## Il video
Non venne fatto nessun video per la canzone.